# Kovalivka, Ivankiv
Kovalivka (în ucraineană Ковалівка) este un sat în comuna Piskî din raionul Ivankiv, regiunea Kiev, Ucraina.

## Demografie
Componența lingvistică a localității Kovalivka
     Ucraineană (93,48%)
     Rusă (6,52%)
Conform recensământului din 2001, majoritatea populației localității Kovalivka era vorbitoare de ucraineană (93,48%), existând în minoritate și vorbitori de rusă (6,52%).